# Bazin de acumulare

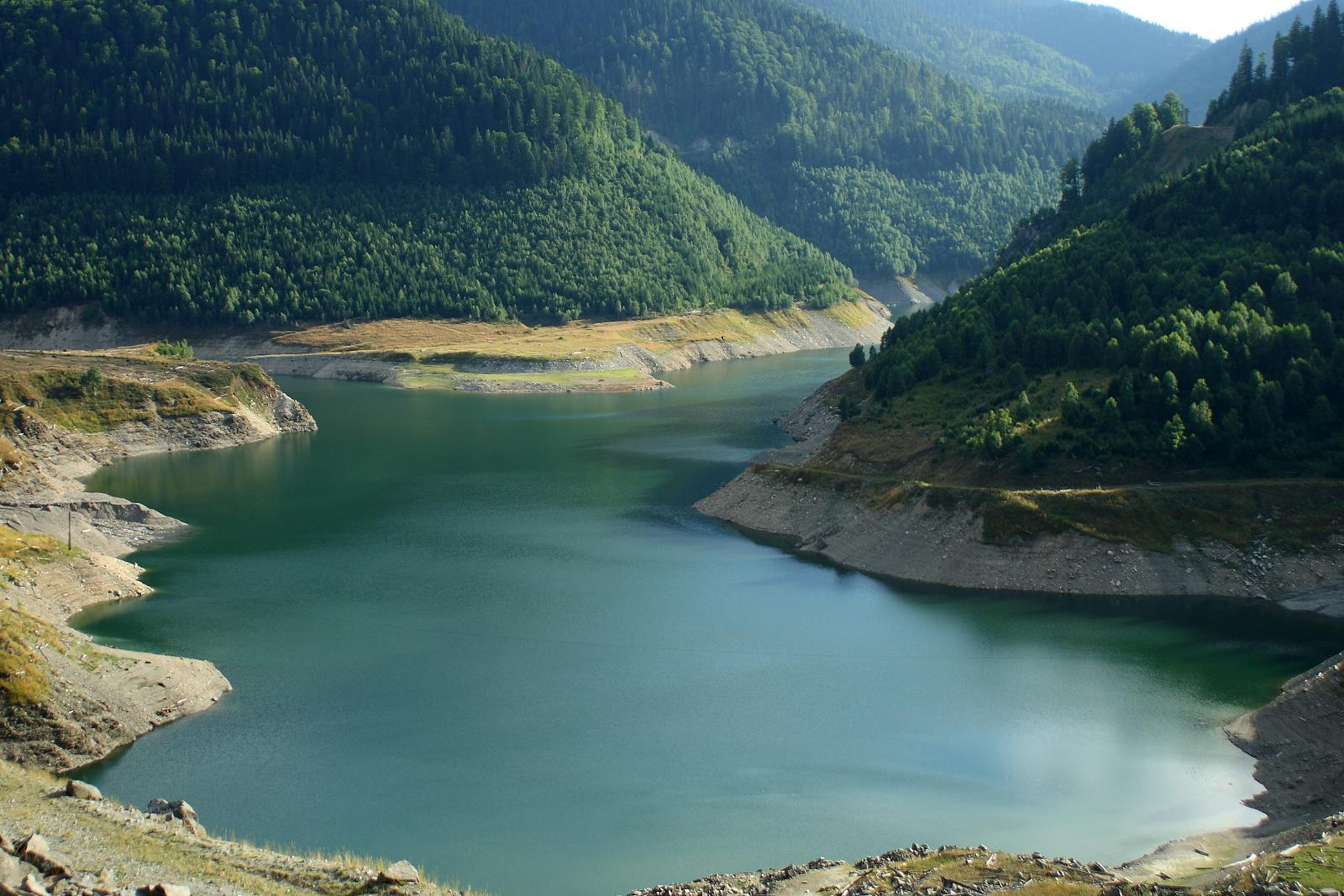
Bazin de acumulare întro zonă montană

Bazinul de acumulare reprezintă o construcție naturală sau amenajată destinată acumulărilor de apă. Bazinele de acumulare se impun pentru atenuarea amplitudinilor de debit pe cursurile de apă și pentru asigurarea unor rezerve în perioadele cu deficit de debit și se folosesc în hidroenergetică, alimentări cu apă, irigații, piscicultură, atenuarea viiturilor, agrement sau folosințe mixte.
După modul de execuție bazinele de acumulare pot fi:
- închise, destinate alimentărilor cu apă;
- deschise, executate prin lucrări de terasamente;
- în derivație, amenajate în zonele depresionare din apropierea cursurilor de apă.

După modul de regularizare se clasifică în bazine cu regularizare diurnă, sezonieră, anuală sau multianuală.